# Comté de Goshen
Le comté de Goshen est un comté de l'État du Wyoming dont le siège est Torrington. Selon le recensement de 2010, sa population est de 13 249 habitants.